# Piemonte
O Piemonte é uma região situada no norte da Itália, com 4,3 milhões de habitantes e 25 400 quilômetros quadrados, cuja capital é Turim. Tem limites a oeste com a França (região Ródano-Alpes e Provença-Alpes-Costa Azul), a noroeste com o Vale de Aosta, a norte com a Suíça (cantões Valais e Ticino), a leste com a Lombardia, a sudeste com a Emília-Romanha e a sul com a Ligúria.

## Administração
Esta região é composta pelas seguintes províncias:
- Alessandria
- Asti
- Biella
- Cuneo
- Novara
- Turim
- Verbano-Cusio-Ossola
- Vercelli